# آنی نرسیسیان
آنی نرسیسیان (ارمنی: Անի Ներսիսյան ۱ اوت ۱۹۸۹) بازیکن فوتبال در پست دروازه‌بان اهل ارمنستان است.

## باشگاهی
از باشگاه‌هایی که در آن بازی کرده‌است می‌توان به بانانتس اشاره کرد.

## تیم ملی
وی همچنین در تیم ملی فوتبال زنان ارمنستان بازی کرده‌است, 